# Чорний принц Аджуба
«Чорний принц Аджуба» («अजूबा») — радянсько-індійський двосерійний художній фільм-казка 1989 року, знятий режисером на Кіностудії ім. М. Горького.

## Сюжет
У імператора казкової країни Бахаристан народився довгоочікуваний спадкоємець. Добрий чарівник Амір-Баба подарував новонародженому принцу меч, здатний пронизати навіть граніт. Меч встромили в основу фонтану і Амір-Баба передбачив, що зброю зможе витягнути тільки син султана, коли досягне повноліття. Так почався дивовижний сон пастуха.

## У ролях
- Амітабх Баччан — Алі/Аджуба
- Дімпл Кападія — Роксана
- Шамі Капур — султан Бахрістану
- Аріадна Шенгела — Маліка, дружина султана Бахрістана
- Ріші Капур — Хасан
- Сонам — принцеса Хена
- Амріш Пурі — Візир (дублював Сергій Малишевський)
- Георгій Дарчіашвілі — принц Алтаф (дублював Тимофій Співак)
- Зураб Капіанідзе — коваль
- Абессалом Лорія — Кадус
- В'ячеслав Богачов — продавець кинджалів
- Даліп Тахіл — Шарух
- Тамара Яндієва — Шахназ
- Іраклій Хізанішвілі — Ансарі
- Артем Карапетян — Скарбник
- Сушма Сетх — Заріна Кхан, дружина Аміра
- Саїд Джаффрі — Амір Кхан (дублював Станіслав Захаров)
- Рудольф Рудін — епізод
- Костянтин Кужалієв — епізод
- Леонід Філаткін — підручний візира
- Михайло Симаконь — епізод
- Р. Варданян — епізод
- Бердигалі Сандибаєв — епізод
- Валерій Долженков — епізод
- В. Лук'янов — епізод
- Володимир Єпископосян — епізод
- А. Александров — епізод
- Тінну Ананд — Анвар Кхан
- Раджендра Натх — епізод
- Мак Мохан — бандит
- Нарендра Натх — бандит
- Гар Баччан Сінх — стражник
- Ділія Рузієва — епізод
- Тедж Сапру — принц Уддам Сінгх
- Григорій Дунаєв — продавець дівчат
- Дара Сінгх — епізод
- Юнус Парвез — епізод
- Судхір — епізод
- Володимир Пальтіс — юнак
- Світлана Востокова — епізод

## Знімальна група
- Режисери — Геннадій Васильєв, Шаші Капур
- Сценарист — Юрій Аветіков
- Оператори — Пітер Перейра, Олександр Ковальчук, Сергій Онуфрієв
- Композитори — Ванрадж Бхатія, Олексій Рибников
- Художники — Володимир Душин, Ольга Кравченя